# آلنیا مارکونی سیستمز
آلنیا مارکونی سیستمز (به انگلیسی: Alenia Marconi Systems) یک شرکت بزرگ یکپارچهٔ دفاعی الکترونیکی بود که در تاریخ ۳ مه ۲۰۰۵ منحل گردید. این شرکت یک مشارکت انتفاعی میان بی‌ای‌ئی سیستمز و فین‌مکانیکا بود که سهام آن به طور برابر میان این دو شرکت تقسیم شده بود.
آلنیا مارکونی سیستمز در سال ۱۹۹۸ با ادغام جی ئی سی مارکونی و آلنیا دیفزا بر پا شد. سهام شرکت پدید آمده به طور برابر میان فین‌مکانیکا و جی ئی سی مارکونی، که بعداً مارکونی الکترونیک سیستمز نام گرفت و بخشی از شرکت جنرال الکتریک بود تقسیم شده بود.
با جدا شدن و فروش بخش مارکونی الکترونیک سیستمز آن در سال ۱۹۹۹ سهام جنرال الکتریک در شرکت آلنیا مارکونی سیستمز به بی‌ای‌ئی سیستمز واگذار شد.
در سال ۲۰۰۱ بخش موشکی آلنیا مارکونی سیستمز با آئروسپاسیال-ماترا و ماترا بی‌ای‌ئی داینامیکس ادغام شد و شرکت ام بی دی ای را ایحاد کرد.
در تاریخ ۷ اکتبر ۲۰۰۳ بخش انگلیسی آلنیا مارکونی سیستمز نام ثبت شدهٔ خود را به ای ام اس تغییر داد تا به توافقی که بر سر به کارگیری نام مارکونی پس از فروش مارکونی الکترونیک سیستمز انجام شده بود عمل کند.